# Раскол (мультфильм)
«Раскол» («Шизофрения», фр. Skhizein) — французский короткометражный мультфильм, снятый Жереми Клапеном и вышедший в 2008 году. Мультфильм рассказывает о мужчине, который столкнулся с метеоритом, что привело к необратимым последствиям для его жизни. Мультфильм получил ряд премий на международный кинофестивалях.

## Сюжет
Фильм повествует о мужчине по имени Анри Дебрюс, который находится на приёме у психоаналитика. Жизнь героя однообразная и скучная, однако однажды, когда он наблюдает из окна многоэтажки падение метеорита, этот метеорит пролетает прямо рядом с ним. После этого у Анри появляется особенность: он сместился от собственного тела на 91 см. После этого ему приходится заново учиться жить: например, чтобы открыть дверь, ему надо отойти от ручки двери на 91 см вправо. Анри рисует на стенах предметы и мебель из своего жилища, начинает приспосабливаться к новой жизни. Он отклоняет предложение матери посетить его, на работе у него возникают проблемы из-за его особенности, которую, как кажется, никто не замечает. 
Однажды Анри снова видит пролетающий над землёй метеорит. Он понимает, что не может проигнорировать возможное спасение, садится в машину и едет за город на открытое место. Там он вновь встречается с метеоритом, однако его проблема не решается. Напротив, теперь Анри сместился на 91 см в противоположную сторону и ещё на 75 см вниз, так что когда он ходит, то находится почти по пояс над полом. Психоаналитик не может помочь Анри. Он начинает замыкаться в себе, игнорируя знакомых и родственников. В конце концов, Анри кажется, что в его квартиру попадают сразу три метеорита, в результате чего он оказывается в открытом космосе и обретает душевный покой.

## Озвучивание
- Жюльен Бойсселье — Анри Дебрюс
- Тео Гриммайзен — психоаналитик
- Мадо Дебрус — Мама Анри

## Награды и номинации
- 2008 — Каннский кинофестиваль 2008 — Приз за лучший короткометражный фильм от компании «Кодак»
- 2009 — Международный кинофестиваль в Чикаго — Приз за лучший короткометражный анимационный фильм[1]
- 2009 — Кинофестиваль в Лос-Анджелесе — Приз за лучший короткометражный анимационный фильм[1]
- 2009 — Сезар — Премия «Сезар» за лучший короткометражный фильм (номинация)